# Stephen Bradley (musicista)
Stephen Bradley (Richmond, 23 agosto 1972) è un trombettista, tastierista e cantante statunitense, conosciuto prevalentemente come componente del gruppo californiano No Doubt.
Inizia la sua attività come trombettista insieme alla cantautrice Mardell Milligan, dopodiché, nel 1995 entra a far parte della band di rock alternativo e post-punk No Doubt ma soltanto nelle esibizioni dal vivo, sostituendo di fatto uno dei fondatori del gruppo, Eric Stefani.
In questa band suona l'organo, i sintetizzatori e la tromba.
Inoltre, dal 2015 ha iniziato la collaborazione con Gwen Stefani, partecipando ai suoi concerti e ai suoi album.

## Discografia
- Mardell Milligan, Old, New, Borrowed, Blue, (ristampa), 1993

### Con i No Doubt
- Everything In Time, 2003
- Push and Shove, 2012

### Con Gwen Stefani
- The Sweet Escape, 2006
- This Is What the Truth Feels Like, 2016
- You Make It Feel like Christmas, 2017

### Solista
- Feel the Music, 2016